# Masindi
Masindi ist eine Stadt im Westen Ugandas mit (2005) geschätzten 31.488 Einwohnern. Sie ist die Hauptstadt des gleichnamigen Distrikts Masindi.
In Masindi hat das anglikanische Bistum Masindi-Kitara seinen Sitz.

## Infrastruktur
Die Stadt verfügt über eine 2100 Meter lange Flugzeuglandebahn mit einer Gras Oberfläche. Straßen bestehen nach Pakwach, Hoima, Karuma und Nakasongala.

## Bevölkerungsentwicklung
| Jahr           | Einwohner |
| -------------- | --------- |
| Zensus 1991    | 10.839    |
| Zensus 2002    | 28.300    |
| Schätzung 2005 | 31.488    |

## Klima
Masindi liegt nahe am Äquator, wodurch es keine klassische Sommer- oder Winterzeiten gibt. Die Durchschnittstemperatur beträgt je nach Monat zwischen 21 und 26 °C.
Masindi kam im Juni 2000 aus einer mehrjährigen Dürre und brachte es in der Dekade 2000–2009 unter Zusammenfassung der Jahre 2003/2004 auf einen durchschnittlichen Niederschlagswert von 347,17 mm jährlich. Die trockenen 1990er Jahre kamen dagegen im Zeitraum 1993–1999 unter Zusammenfassung der Jahre '93/'94 nur auf magere 121,67 mm/a. Die vergleichsweise gut durchfeuchteten 1970er Jahre ließen mit ihren 499,51 Millimetern jährlich im Zeitraum 1973–1978 einen solchen Absturz noch nicht erahnen. Masindi erreichte zu dieser Zeit mehrmals Tiefsttemperaturen zwischen 4 und 5 °C, erwärmte sich aber nie höher als 34 °C. Eine ähnlich hohe Spreizung der niedrigsten und höchsten Temperatur ist seitdem nie wieder gemessen worden. Die Zahl der Sturzregen nahm rapide ab. In den 1970er Jahren zählte man noch drei Ereignisse im Bereich von 190 bis 200 Litern mm. Am 27. September 2002 mussten dagegen nur noch 109,98 mm verkraftet werden.

## Persönlichkeiten
- Albert Edward Baharagate (1930–2023), römisch-katholischer Bischof von Hoima